# Jamalpur Sadar
Pour les articles homonymes, voir Jamalpur.
Jamalpur Sadar est un upazila du Bangladesh ayant en 1991 une population de 501 924 habitants.